# Contea di Washington (Ohio)
La contea di Washington (in inglese Washington County) è una contea dello Stato dell'Ohio, negli Stati Uniti. La popolazione al censimento del 2000 era di 63 251 abitanti. Il capoluogo di contea è Marietta.